# Европейски услуги за управление на горите
"EUFODOS – Подобрена информация за горската структура и щети в горите” е научен проект на ЕК по 7РП на ЕС за научни изследвания.
Консорциумът на проекта включва 8 изследователски организации, предприятия и университети, както и 7 крайни потребители от 6 европейски страни.
В рамките на тригодишния период на проекта (2011 – 2013), ще бъдат разработени насочени услуги за ефективната оценка на щетите в горския фонд и отклоненията от горските параметри.
Проектът е финансиран по „7 рамкова програма“ на Европейския съюз за научни изследвания и иновации SPACE call SPA.2010.1.1 – 01 – „Стимулиране на Развитието на насочени услуги за Глобален мониторинг на околната среда и сигурност – ГМОСС“.

## Предизвикателства и основни цели
Горите имат важна роля за европейската икономика и политика за околната среда. Екологичните, както и икономическите функции на горите могат да бъдат повлияни от нападение на насекоми вредители, горски пожари и бури. Ето защо, горските власти изискват подробна информация за влошаването на състоянието на горите с цел да се предприемат подходящите мерки за предотвратяването на щетите в горския фонд и за да се поддържа устойчиво им управление.
В рамките на проект EUFODOS (2011 – 2013) се използват базовият слой за горски територии, оптични и радарни спътницисателити  от програмата за Глобален Мониторинг на Околната Среда и Сигурност – ГМОСС както и технологиите на лазерно сканиране които предоставят на горските власти навременна и ефективна информация за горските щети .
Основната цел на проекта е да се разработят устойчиви Насочени услуги за оценка на горските щети на основата на базовите продукти за земно покритие и гори от програмата за Глобален Мониторинг на Околната Среда и Сигурност – ГМОСС.

## Консорциум, потребители и потребителска федерация
Услугите по EUFODOS ще бъдат разработени в тестови райони в седем европейски страни  в умерените и бореални зони от консорциум от доставчици на услуги и научни организации от Австрия, България, Финландия, Германия и Италия .
- Joanneum Research – JR Архив на оригинала от 2013-12-30 в Wayback Machine., Австрия, координатор;
- GAF AG, Германия;
- Technical Research Center of Finland – VTT, Финландия;
- University of Feriburg, Department of Remote Sensing and Landscape Information Systems (FeLis), Германия;
- RapidEye – RE Архив на оригинала от 2013-11-13 в Wayback Machine., Германия;
- European Academy of Bolzano – EURAC, Италия;
- Център за приложение на спътникови изображения – РЕСАК, България;
- Environment Agency Austria, Австрия.

Проектът EUFODOS включва следните участници:
- Styrian Forestry Board, Австрия;
- Thueringen Forest Agency Архив на оригинала от 2013-09-26 в Wayback Machine., Германия;
- Regional Directorate of State Forests Wrocław, Полша;
- Department of Forest Planning of the Autonomous Province Bolzano, South Tyrol, Италия;
- Изпълнителна агенция по горите, България;
- Environment Agency Austria (EAA), Австрия;
- Stora Enso, Финландия.

Участниците в EUFODOS са включени в User Executive Body (UEB), за да се гарантира, че разработването на услугите отговаря на изискванията на потребителите.

## Приложение и продукти
Проект EUFODOS фокусира на разработването на услуги за заснемане на горските щети и в допълнение за анализ на горските параметри, които могат да се използват за икономически оценки или като основа за целево управление на защитени гори. Тези услуги включват бърз отговор при оценка на щетите от бури , по-подробна детайлна информация за оценката на щетите , оценка на щетите от насекоми вредители  или оценка на промените..
Този вид услуги се изискват от различни горски организации в Европа. Резултатите също така ще подпомогнат и докладването по отношение на оценка на индикаторите и данните за горите в Европа (Министерска конференция за защита на горите в Европа) или UNECE/FAO Forest Resources Assessment..
Използването на сензорните платформи от космоса и въздуха улеснява получаването на данни в много кратки времеви интервали и по икономически ефективен начин.. Предварителна оценка на щетите от буря може да бъде доставена до крайните потребители под формата на геореферирани карти на щетите на базата на спътникови данни по по-бърз и икономически изгоден начин в сравнение с конвенционалните методи за оценка, които изискват хеликоптер или in-situ теренни проверки..
Продуктите на EUFODOS могат да бъдат прилагани за::
- Ефективна оценка на щетите при вземането на контрамерки [28][29], compensation payments[30] и при планиране на залесяване;
- Устойчиво управление на защитени гори с цел поддържане и увеличаване на тяхната защитна функция срещу природни бедствия[31][32];
- Устойчиво управление на горите със стопанско предназначение с цел улесняване на планирането на дърводобива и стратегическо инвестиционно планиране[33];
- Докладване (изходна информация за карти, доклади, статистики, информационни системи за горските щети).

## Разпространяване
За да бъдат представени различните EUFODOS услуги, както и последни резултати от проекта, редовно се публикуват бюлетини, които се разпространяват до потребителите на ЕУФОДОС и доставчиците на услуги, както и до други заинтересовани страни и потенциални потребители.